# 佐々木昭次
佐々木 昭次（ささき しょうじ、1938年11月19日 - ）は、青森県出身の元騎手。

## 来歴
1962年3月に阪神・田中康三厩舎からデビューし、同3日の中京第3競走4歳以上30万下・ミスデンタク（13頭中11着）で初騎乗を果たす。25日の阪神第1競走4歳以上未勝利・ミエユウで初勝利を挙げ、1年目は平地9勝、障害6勝の合計15勝と初年度から2桁をマーク。
3年目の1964年には阪神3歳Sで兄弟子の松永高徳に替わってエイトクラウンに騎乗し、ベロナを敗ってのレコード勝ちを収め、人馬共に重賞初制覇をGI級レースで飾る。
1966年は3勝に終わるが、平地に専念し始めた1967年から1976年までは10年連続2桁勝利をマークし、1972年のCBC賞では関東馬スガノホマレでレコード勝ち。
1971年から1975年にはエイトクラウン産駒のナオキ、1975年から1979年にはナオキの半弟クラウンピラードの主戦騎手として全レースに騎乗し、ナオキとのコンビでは4度のレコード勝ちと重賞5勝を含む13勝を挙げる。1973年の中京記念で大外枠からハナを奪い逃げると、追い込むシンザン産駒のシングンを退けて重賞初制覇。天皇賞（春）はタイテエムの4着、第12回宝塚記念はハイペースで逃げるハマノパレードの3着に入る。1974年は1番人気に推された金杯（西）を好位から抜け出してレコード勝ちし、重賞2勝目となった。1975年は中京記念でハイペースを自ら演出する逃げを見せて同レース2勝目、鳴尾記念では59.5kgのトップハンデが課されながらもレコード勝ち。第14回宝塚記念では天皇賞（春）3着馬ニホンピロセダンに次ぐ2番人気で出走し、序盤からハナを奪って逃げ、スローペースを刻む。3コーナーで2番手まで位置を上げていたニホンピロセダンが迫ると加速し、失速したニホンピロセダンを交わしたモアーキャッスルなどを退けて、2馬身半離して勝利した。鳴尾記念と同様に、宝塚記念母仔制覇を果たした。
クラウンピラードとのコンビでは重賞勝ちは無かったものの、1977年には春秋天皇賞2着と健闘。春は14頭中12番人気であったが、最後の直線で体勢を乱したテンポイントに3/4馬身差まで追い込む。3番人気に支持された秋では3コーナーからのトウショウボーイとグリーングラスの競り合いに乗じ、最後の直線で本命2頭を内から交わしたが、最後方待機から一気の追い込みを見せたホクトボーイに交わされての2着に終わった。天皇賞以外では、1977年の京都記念（春）と鳴尾記念では共にテンポイントの3着、中京記念と目黒記念（秋）では2着、1978年の高松宮杯ではホクトボーイ・エリモジョージの天皇賞馬2頭に先着する3着に入った。
両馬以外では、1977年の京都牝馬特別で9頭中9番人気のミスセンチュリーに騎乗し、激しい叩き合いの内から突っ込んで2着と波乱を演出したほか、桜花賞馬インターグロリアとオークス馬リニアクインに先着。実況していた杉本清（関西テレビアナウンサー）は3コーナーの坂の下りで「桜の木か！樫の木か！」と伝えたが、ゴール前でミスセンチュリーが突っ込んでくると、「これは大波乱だ！」と絶叫した。1978年の京都牝馬特別でもミスセンチュリーに騎乗し、9頭中8番人気でインターグロリアの3着であった。
1978年の桜花賞で21頭中13番人気の関東馬ヒダマサルに騎乗し、2コーナーで派手な動きをしていたエイシンキャンディの煽りをまともに喰らってしまうが、4コーナー16番手から大外に持ち出して素晴らしい末脚を見せ、ゴール前50mで3着に飛び込んだ。
1978年の神戸新聞杯では8頭中8番人気のチェリーリュウでバンブトンコートの3着に入り、菊花賞ではメジロイーグルを楽に行かせず捨て身の逃げを打って見せ場を作った。1979年は北九州記念2着、京都記念（秋）ではグレートタイタンの2着に入った。
1977年からは1桁勝利が続き、1981年のシュンエイ記念を関東馬ライトオスカーで制したのが、最後の重賞勝利となった。
1985年7月14日の小倉第6競走4歳未勝利で11頭中10番人気のアスコットサリーを勝たせたのが最後の勝利となり、1987年5月3日の京都第5競走4歳未勝利・ゲッドアヘッド（16頭中16着）が最後に現役を引退。

## 騎手成績
| 通算成績 | 1着 | 2着 | 3着 | 4着以下 | 騎乗回数 | 勝率 | 連対率 |
| -------- | --- | --- | --- | ------- | -------- | ---- | ------ |
| 平地     | 352 | 363 | 393 | 2,583   | 3,691    | .095 | .194   |
| 障害     | 27  | 27  | 26  | 64      | 144      | .188 | .375   |
| 計       | 379 | 390 | 419 | 2,647   | 3,835    | .099 | .201   |

### 主な騎乗馬
※太字はGI級レース。
- エイトクラウン（1964年阪神3歳ステークス）
- グローブターフ（1969年愛知杯）
- タツノヒカリ（1971年読売カップ (秋)）
- スガノホマレ（1972年CBC賞）
- ナオキ（1973年, 1975年中京記念、1974年金杯 (西)、1975年鳴尾記念・宝塚記念）
- ライトオスカー（1981年シュンエイ記念）